# 清水隆行
清水 隆行（しみず たかゆき、1973年10月23日 - ）は、東京都足立区出身の元プロ野球選手（外野手、右投左打）、野球解説者・野球評論家。
2009年から2012年までの登録名は清水 崇行（読み同じ）。

## 略歴

### 学生時代
江戸川ポニーでは中学3年時に全国準優勝。浦和学院高等学校から東洋大学へ進学。高校のチームメイトには鷹野史寿がおり、通算20本塁打を放つが2年夏の県大会準優勝が最高であった。東洋大学時代の同期には川中基嗣と塩崎真（塩崎は中退）、3学年先輩に和田孝志、2学年先輩に関口伊織、1学年後輩に今岡誠、2学年後輩に田中充、3学年後輩に福原忍がおり、川中とはプロで再びチームメイトとなった。東都大学リーグ通算78試合出場、253打数71安打、打率.281、6本塁打、46打点。ベストナイン4度受賞。4年時には福岡で開催されたユニバーシアード日本代表にも選ばれ4番で銅メダル獲得。1995年度ドラフト会議にて読売ジャイアンツから3位指名を受けて入団。

### 巨人時代
1996年、ルーキーながら安定した打率を記録し、主に6番・7番打者として外野手のレギュラーに定着。リーグ優勝にも貢献した。また、同期入団の仁志敏久も新人ながら内野手レギュラーの座を掴んでおり、新人選手2人がレギュラーに定着するという年になった。
1997年、前年は左翼手と中堅手を兼任していたが、この年より松井秀喜の中堅手コンバートに伴い左翼に定着。1番打者としての起用も増え、初の規定打席到達且つ打率3割を記録した。
1998年、当時監督だった長嶋茂雄の「バントと併殺が少ない攻撃型の2番打者」という構想から2番打者としての起用がメインになる。1番仁志・2番清水という長らくチームを支える上位打線を形成し、2年連続で打率3割を記録。またこの年は高橋由伸が入団し、中堅手の松井とともに不動の外野布陣の一員となる。4月7日の対広島東洋カープ戦では5-5の同点の延長10回二死一・二塁の打席で佐々岡真司からサヨナラ3点本塁打を放った。
1999年は打撃3部門全てで成績を下げ、打率.295で3割も逃した。
2000年も2番打者としてレギュラー出場し、当時NPB史上10人目となる規定打席到達且つ併殺打0という記録を達成。チーム4年ぶりのリーグ優勝と6年ぶりの日本一に貢献した。
2001年、3月30日の阪神タイガースとの開幕戦で8回に川尻哲郎から満塁本塁打を放ったものの、シーズンを通しては規定打席不足に終わったが、打率.324と高打率を記録。なお、長嶋監督がこの年限りで勇退した。
2002年、新監督の原辰徳の構想で1番打者として起用を明言され、シーズン200本安打を目標に掲げた。年間通して1番打者に定着、2年ぶりに規定打席に到達、609打数で金山次郎のセ・リーグ記録を更新した（2005年に荒木雅博が更新）。惜しくも200本安打には届かなかったものの、最多安打のタイトルを獲得するなどキャリアハイの成績を残し、リーグ優勝・日本一に大きく貢献した。
2003年、3月28日の中日ドラゴンズとの開幕戦で前年巨人相手にノーヒットノーランを達成した川上憲伸から先頭打者本塁打を放ち幸先のいいスタートを切ったが（巨人では1956年与那嶺要以来）、ニューヨーク・ヤンキースに移籍した松井秀喜の穴を埋める中堅手の守備練習や開幕早々の肉離れなどの故障などが重なり打率.240、14本塁打の成績に終わり、規定打席にも到達しなかった。
2004年、監督就任した堀内恒夫の方針により再び2番打者としての出場になる。開幕前には同じ外野手の斉藤宜之の成長もあり一塁手の練習を提案されたものの、開幕するとシーズンのほとんどで2番・左翼手としてスタメン出場を果たした。2年ぶりの打率3割、自己最多の16本塁打、チームトップの178安打を記録した。オフにFA宣言し、推定2年総額4億円プラス出来高で合意、残留することが決定した。
2005年、前年中堅手を守ったタフィ・ローズが左翼手として起用されることになり、また中堅手としてゲーブ・キャプラーが入団。清水は再び一塁手の練習に本格的に取り組んだが、一塁手も清原和博でいたため、開幕スタメンを勝ち取れず、4月は控えに回される。しかし中堅手のキャプラーは打撃・守備共に精彩を欠き、4月23日からはキャプラーと左翼を併用され、5月には定位置に復帰した。5月13日の対西武ライオンズ戦（インボイスSEIBUドーム）では先発の西口文也が9回二死までノーヒットノーランの投球を見せたが、最後の打者として回ってきた清水がノーヒットノーランだけでなく完封試合も阻止するソロ本塁打を放つという試合もあった。その後も好調を維持し、終わってみれば正左翼手として2年連続で打率3割を記録した。オフの12月2日の契約更改では年俸2000万円増の2億円でサインした。
2006年、原辰徳が監督に復帰。前年より台頭した矢野謙次・鈴木尚広、シーズン途中に移籍してきた木村拓也・小関竜也などとの外野のポジション争いが熾烈を極めていたが、原は「清水・由伸は格が違う」と発言、左翼のスタメンを確約される。秋季キャンプで広岡達朗の指導で課題のスローイングの修正に取り組み、万全の体制でシーズンを開幕したかに思われた。6月3日の西武戦では左打者キラーの星野智樹からサヨナラ本塁打を放ち、翌日4日は初回に相手先発の西口から先頭打者本塁打を放ち、同点の9回にはサヨナラ犠飛を放ち、2試合連続でのサヨナラ打となった。しかし、その後は打撃が低迷し続け、打率2割近辺を上下するほどの打撃不振から抜け出せなくなってしまう。7月26日にはプロ入り11年目にして初めての二軍での調整試合を経験。再昇格後はセンターやライトでの出場も多くなる。121試合の出場で打率.216、6本塁打という過去最低の打撃成績となり、大幅減俸を受け入れる。生え抜き野手最年長であった仁志の移籍により、当時の生え抜き野手最年長となった。この年規定打席に到達した外野手は1人もおらず、高橋由と清水は出場機会を確保したものの、矢野や鈴木の台頭によりシーズン後半以降はレギュラーを剥奪された。
2007年、豊田清と一足早く自主トレに入り、鈴木や移籍してきた谷とともに「1番候補の1人」として春季キャンプを迎えた。だが怪我により開幕一軍からは外れ、前半戦は不調に苦しみ、一軍と二軍を往復。後半戦に入り徐々に調子を上げていき、スタメンでの出場機会も増えていった。特に9月以降は目覚しい活躍をみせ、プロに入って初めて100試合未満(66試合出場)に終わったが少ない打席数ながらシーズン打率.339を挙げた。また、低めだった出塁率もこの年は4割を超えた。10月2日の対東京ヤクルトスワローズ戦では途中から出場し1点ビハインドの9回裏二死満塁のチャンスでショートへの内野安打を放ち、また宮本慎也の悪送球も重なり2者がかえって逆転サヨナラで5年ぶりの優勝に輝いた。中日とのクライマックスシリーズでも7番・センターでスタメン出場、小笠原孝からヒットを放ちチャンスメイク。第2戦・第3戦は高橋由伸の腰痛による離脱で1番に入り、全3戦にスタメン出場した。
2008年のオープン戦は再び感覚の狂いに苦しみ、また隠善智也の台頭などもあり2年続けての開幕二軍スタートとなった。二軍で結果を出したことや、一軍での故障者が続出したこともあり5月1日に一軍登録され、その日の対広島東洋カープ戦（東京ドーム）の6回裏に代打で登場。シーズン初打席でレフト前ヒットを放った。その後も主に代打要員として起用されるが、打率は1割台に低迷するなど不振から抜け出せず、後半戦は一軍出場がなかった。プロ入り後ワーストの41試合の出場に留まっただけでなく本塁打が0に終わった。本塁打0は入団後初めてであった。11月15日、自ら志願し、金銭トレードで埼玉西武ライオンズへ移籍。背番号は4。

### 西武時代
2009年1月8日、登録名を清水 崇行に変更した。オープン戦ではプロ入り初の一塁の守備についた。4月3日の開幕戦千葉ロッテマリーンズ戦（千葉マリンスタジアム）では7番指名打者で先発出場すると3打数3安打と起用に応えた。開幕から4試合連続でスタメン出場するなど序盤は好調で4月9日のオリックス・バファローズ戦（西武ドーム）での試合では3安打で再び猛打賞を記録した。しかし、次第に成績を落としていった。最終的に44試合の出場で1本塁打、打率.208と力を発揮できず、この年限りで現役を引退。

### 引退後
2010年より日本テレビ（同年限りで引退した立浪和義、赤星憲広とともに）・RFラジオ日本の野球解説者、スポーツ報知の野球評論家を1年間務める。
2011年シーズンから古巣・読売ジャイアンツの二軍打撃コーチへの就任が発表される。2014年からは一軍打撃コーチを務める。2015年はチーム打率・安打数がリーグ最下位に低迷し、10月22日に退団することが決まった。
2016年より日本テレビの野球解説者、スポーツ報知の野球評論家に復帰。2017年からはラジオ日本の野球解説者に復帰の他、BS-TBSのパ・リーグ中継の解説者にも出演。
2020年からは西武ライオンズOBとしてフジテレビTWOの解説者としても活動する。

## 選手としての特徴
現役時代は「攻撃型の2番打者」として、強力な外野陣を形成した。スイングスピードが速く、ボールを叩き切るようなスイングから弾丸ライナーで飛ばす打撃が特徴。その卓越した打撃技術は「天才」とも評された。清水と対戦した投手は「（清水は）内角を払うようにさばいてフェアゾーンにはじき返す。あんな打ち方ができる選手はなかなかいない」と語っている。
一方、守備では弱肩がネックとされており、レギュラーを確約されず、毎年のように対抗馬をぶつけられていた。
苦手としていた投手に山本昌を挙げており、プロ7年目まで安打を打てなかったという。

## 人物
2004年シーズンから、安打1本につき1万円を盲導犬育成のために寄付していた。2006年は68安打だったが「キリが良いから」と100万円を寄付した。
現役時代は職人肌かつ寡黙なイメージを持たれることが多かったが、引退後は絶妙なワードセンスとトーク術が話題となっている。なお、当時の同僚らは「清水さんは現役時代から面白かった」と語っている。

## 詳細情報

### 年度別打撃成績
| 年 度      | 球 団      | 試 合 | 打 席 | 打 数 | 得 点 | 安 打 | 二 塁 打 | 三 塁 打 | 本 塁 打 | 塁 打 | 打 点 | 盗 塁 | 盗 塁 死 | 犠 打 | 犠 飛 | 四 球 | 敬 遠 | 死 球 | 三 振 | 併 殺 打 | 打 率 | 出 塁 率 | 長 打 率 | O P S |
| ---------- | ---------- | ----- | ----- | ----- | ----- | ----- | -------- | -------- | -------- | ----- | ----- | ----- | -------- | ----- | ----- | ----- | ----- | ----- | ----- | -------- | ----- | -------- | -------- | ----- |
| 1996       | 巨人       | 107   | 307   | 287   | 37    | 84    | 14       | 4        | 11       | 139   | 38    | 9     | 5        | 1     | 0     | 13    | 1     | 6     | 41    | 2        | .293  | .337     | .484     | .821  |
| 1997       | 巨人       | 118   | 422   | 381   | 50    | 116   | 12       | 3        | 12       | 170   | 36    | 7     | 5        | 2     | 4     | 28    | 2     | 7     | 48    | 2        | .304  | .360     | .446     | .806  |
| 1998       | 巨人       | 129   | 535   | 492   | 79    | 148   | 17       | 2        | 13       | 208   | 52    | 16    | 6        | 9     | 4     | 22    | 1     | 8     | 64    | 9        | .301  | .338     | .423     | .761  |
| 1999       | 巨人       | 116   | 465   | 424   | 71    | 125   | 23       | 1        | 8        | 174   | 32    | 15    | 5        | 11    | 2     | 24    | 0     | 4     | 49    | 7        | .295  | .337     | .410     | .747  |
| 2000       | 巨人       | 115   | 431   | 388   | 65    | 105   | 25       | 1        | 11       | 165   | 46    | 11    | 10       | 18    | 2     | 21    | 0     | 2     | 52    | 0        | .271  | .310     | .425     | .735  |
| 2001       | 巨人       | 126   | 384   | 333   | 49    | 108   | 10       | 1        | 7        | 141   | 29    | 8     | 7        | 13    | 2     | 33    | 3     | 3     | 39    | 4        | .324  | .388     | .423     | .812  |
| 2002       | 巨人       | 139   | 646   | 609   | 92    | 191   | 26       | 5        | 14       | 269   | 58    | 12    | 6        | 2     | 3     | 31    | 6     | 1     | 69    | 3        | .314  | .346     | .442     | .788  |
| 2003       | 巨人       | 101   | 379   | 366   | 48    | 88    | 17       | 0        | 14       | 147   | 44    | 1     | 2        | 1     | 1     | 9     | 0     | 2     | 34    | 2        | .240  | .262     | .402     | .664  |
| 2004       | 巨人       | 135   | 607   | 578   | 86    | 178   | 39       | 0        | 16       | 265   | 60    | 4     | 2        | 1     | 1     | 22    | 0     | 5     | 65    | 9        | .308  | .338     | .458     | .797  |
| 2005       | 巨人       | 127   | 531   | 490   | 76    | 147   | 24       | 3        | 15       | 222   | 50    | 4     | 3        | 5     | 3     | 32    | 1     | 1     | 44    | 5        | .300  | .342     | .453     | .795  |
| 2006       | 巨人       | 121   | 343   | 315   | 36    | 68    | 9        | 0        | 6        | 95    | 20    | 3     | 3        | 1     | 1     | 25    | 4     | 1     | 34    | 5        | .216  | .275     | .302     | .576  |
| 2007       | 巨人       | 66    | 129   | 112   | 17    | 38    | 3        | 0        | 3        | 50    | 14    | 0     | 0        | 2     | 0     | 14    | 2     | 1     | 13    | 3        | .339  | .417     | .446     | .864  |
| 2008       | 巨人       | 41    | 51    | 42    | 3     | 6     | 0        | 0        | 0        | 6     | 2     | 0     | 0        | 1     | 1     | 7     | 1     | 0     | 10    | 1        | .143  | .260     | .143     | .403  |
| 2009       | 西武       | 44    | 134   | 125   | 9     | 26    | 4        | 1        | 1        | 35    | 7     | 0     | 1        | 0     | 0     | 8     | 0     | 1     | 19    | 1        | .208  | .261     | .280     | .541  |
| 通算：14年 | 通算：14年 | 1485  | 5364  | 4942  | 718   | 1428  | 223      | 21       | 131      | 2086  | 488   | 90    | 55       | 67    | 24    | 289   | 21    | 42    | 581   | 53       | .289  | .332     | .422     | .754  |

- 各年度の太字はリーグ最高

### 年度別守備成績
| 年 度      | 球 団      | 外野  | 外野  | 外野  | 外野  | 外野  | 外野     |
| 年 度      | 球 団      | 試 合 | 刺 殺 | 補 殺 | 失 策 | 併 殺 | 守 備 率 |
| ---------- | ---------- | ----- | ----- | ----- | ----- | ----- | -------- |
| 1996       | 巨人       | 94    | 147   | 4     | 3     | 1     | .981     |
| 1997       | 巨人       | 109   | 166   | 6     | 2     | 1     | .989     |
| 1998       | 巨人       | 126   | 192   | 3     | 2     | 0     | .990     |
| 1999       | 巨人       | 111   | 199   | 3     | 1     | 1     | .995     |
| 2000       | 巨人       | 108   | 170   | 4     | 2     | 0     | .989     |
| 2001       | 巨人       | 116   | 159   | 5     | 1     | 1     | .994     |
| 2002       | 巨人       | 138   | 230   | 6     | 1     | 1     | .996     |
| 2003       | 巨人       | 88    | 129   | 4     | 2     | 1     | .985     |
| 2004       | 巨人       | 135   | 218   | 2     | 2     | 0     | .991     |
| 2005       | 巨人       | 110   | 170   | 4     | 1     | 0     | .994     |
| 2006       | 巨人       | 87    | 113   | 4     | 1     | 0     | .992     |
| 2007       | 巨人       | 43    | 35    | 0     | 0     | 0     | 1.000    |
| 2008       | 巨人       | 8     | 4     | 0     | 1     | 0     | .800     |
| 2009       | 西武       | 3     | 3     | 1     | 0     | 0     | 1.000    |
| 通算：14年 | 通算：14年 | 1276  | 1935  | 46    | 19    | 6     | .991     |

- 各年度の太字は左翼手刺殺数最多[注 2]

### タイトル
- 最多安打：1回（2002年）

### 表彰
- ベストナイン：1回（2002年）
- 出身地別東西対抗戦優秀選手：1回（2002年）
- ヤナセ・ジャイアンツMVP賞：1回（1997年）

### 記録
初記録
- 初出場：1996年4月6日、対阪神タイガース2回戦（東京ドーム）、8回裏に岡島秀樹の代打として出場
- 初打席：同上、8回裏に川尻哲郎から左飛
- 初先発出場：1996年4月14日、対横浜ベイスターズ3回戦（横浜スタジアム）、6番・左翼手として先発出場
- 初安打：同上、7回表に島田直也から中前安打
- 初本塁打・初打点：1996年4月23日、対広島東洋カープ1回戦（広島市民球場）、7回表に宮本和知の代打として出場、加藤伸一から右越2ラン
- 初盗塁：1996年5月16日、対横浜ベイスターズ8回戦（横浜スタジアム）、8回表に二盗（投手：五十嵐英樹、捕手：谷繁元信）

節目の記録
- 1000本安打：2004年5月5日、対横浜ベイスターズ6回戦（横浜スタジアム）、4回表に三浦大輔から左前安打 ※史上218人目[20]
- 100本塁打：2004年5月29日、対横浜ベイスターズ9回戦（東京ドーム）、5回裏に門倉健から右越ソロ ※史上232人目
- 1000試合出場：2004年6月5日、対ヤクルトスワローズ10回戦（明治神宮野球場）、2番・左翼手として先発出場 ※史上394人目

その他の記録
- シーズン安打：191本 ※読売ジャイアンツ球団記録
- ナゴヤ球場公式戦最後の本塁打：1996年10月6日、対中日ドラゴンズ26回戦、8回表に遠藤政隆から
- セ・リーグ通算40000号本塁打：2005年6月2日、対北海道日本ハムファイターズ6回戦（札幌ドーム）、6回表に金村曉から右越逆転決勝2ラン[21]
- 規定打席到達で併殺打0：2000年 ※史上10人目
- シーズン猛打賞獲得：22回
- オールスターゲーム出場：2回（1998年、2002年）

### 背番号
- 35（1996年 - 2001年）
- 9（2002年 - 2008年）
- 4（2009年）
- 81（2011年 - 2015年）

### 登録名
- 清水 隆行（しみず たかゆき、1996年 - 2008年、2013年 - 2015年）
- 清水 崇行（しみず たかゆき、2009年、2011年 - 2012年）

## 関連情報

### 出演番組
- DRAMATIC BASEBALL
- ラジオ日本ジャイアンツナイター
- 徳光和夫の週刊ジャイアンツ
- 月刊プロ野球!さまぁ〜ずスタジアム

### 著書
- プロで成功する人しない人（2019年6月7日初版、竹書房 ISBN 9784801919341）